# Lotus Esprit
Lotus Esprit – sportowy samochód osobowy produkowany przez brytyjską firmę Lotus w latach 1976-2004. Dostępny jako 2-drzwiowe coupé. Do napędu używano turbodoładowanych silników R4, pod koniec produkcji dostępna była wersja z silnikiem V8. Moc przenoszona była na oś tylną poprzez 5-biegową manualną skrzynię biegów. Przez cały okres produkcji powstało 10 675 egzemplarzy Esprita. Nowy Esprit miał pojawić się w sprzedaży w roku 2012, jednak przełożono to na wiosnę 2014. Sugerowana cena to 175 tys. dolarów.

## Dane techniczne
| Wersja        | Silnik:                                | Układ zasilania: | Śr. × skok tłoka: | St. sprężania: | Moc maks.:                           | Maks. moment obrotowy      |
| ------------- | -------------------------------------- | ---------------- | ----------------- | -------------- | ------------------------------------ | -------------------------- |
| '75 Esprit S1 | R4 2,0 l (1973 cm³), DOHC              | gaźnik           | 95,20 × 69,30 mm  | 9,5:1          | 162 KM (119,3 kW) przy 6200 obr./min | 190 N•m przy 4900 obr./min |
| '80 Esprit S2 | R4 2,2 l (2174 cm³), DOHC, turbo       | gaźnik           | 95,30 × 76,20 mm  | 7,5:1          | 213 KM (156,6 kW) przy 6500 obr./min | 271 N•m przy 4500 obr./min |
| '96 Esprit V8 | V8 3,5 l (3506 ccm³), DOHC, Twin-Turbo | wtrysk           | 83,00 × 81,00 mm  | 8,0:1          | 355 KM (261 kW) przy 6500 obr./min   | 400 N•m przy 4250 obr./min |

## Osiągi
| Model         | Przyspieszenie 0-100 km/h: | Prędkość maksymalna: |
| ------------- | -------------------------- | -------------------- |
| '75 Esprit S1 | 6,8 s                      | 221 km/h             |
| '80 Esprit S2 | 6,0 s                      | 245 km/h             |
| '96 Esprit V8 | 4,9 s                      | 289 km/h             |

## W kulturze masowej

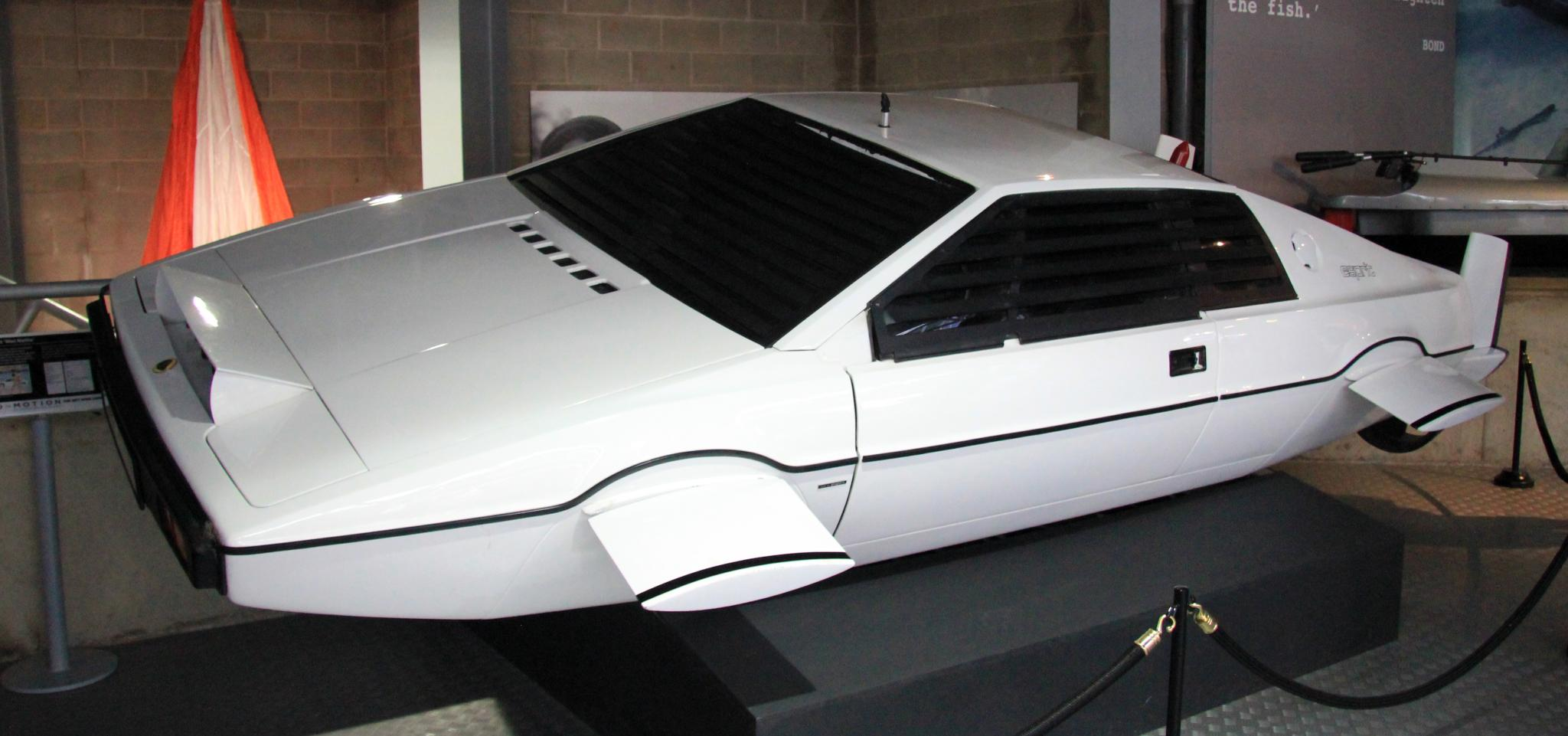
Lotus S1 w wersji "łódź podwodna" użyty w filmie Szpieg, który mnie kochał z 1977 (National Motor Museum)

Auto pojawiło się w kilku głośnych filmach swej epoki. Można je zobaczyć w dwóch filmach cyklu o Jamesie Bondzie – Szpieg, który mnie kochał z 1977 (S1) i Tylko dla twoich oczu z 1981 (dwa egzemplarze Essex Turbo). Model X180 "wystąpił" w kultowym Pretty Woman 1990. Inne filmy z udziałem tego samochodu to nie mniej znane: Krokodyl Dundee II z 1988 i Żółtodziób z 1990 oraz Nagi instynkt z 1992, a także mniej głośne: Dbać o interes z 1990 i Szpieg bez matury z 1991. 

## Galeria

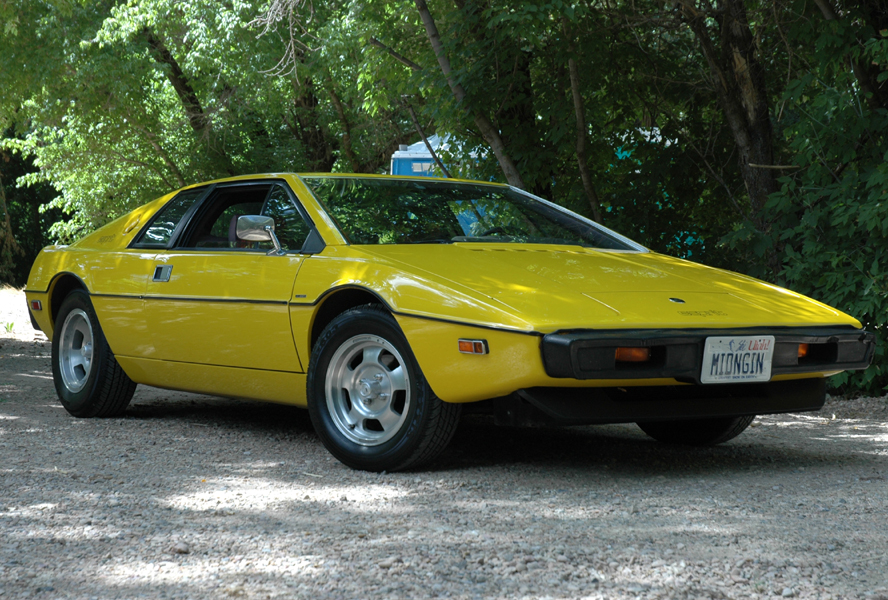
'77 Esprit S1
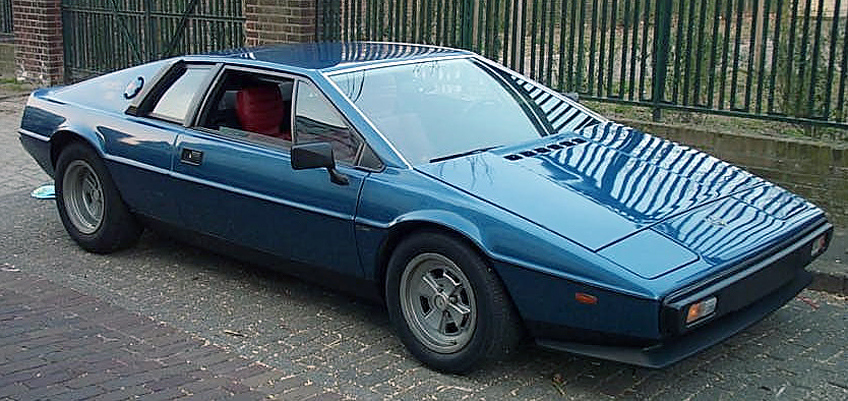
'80 Esprit S2
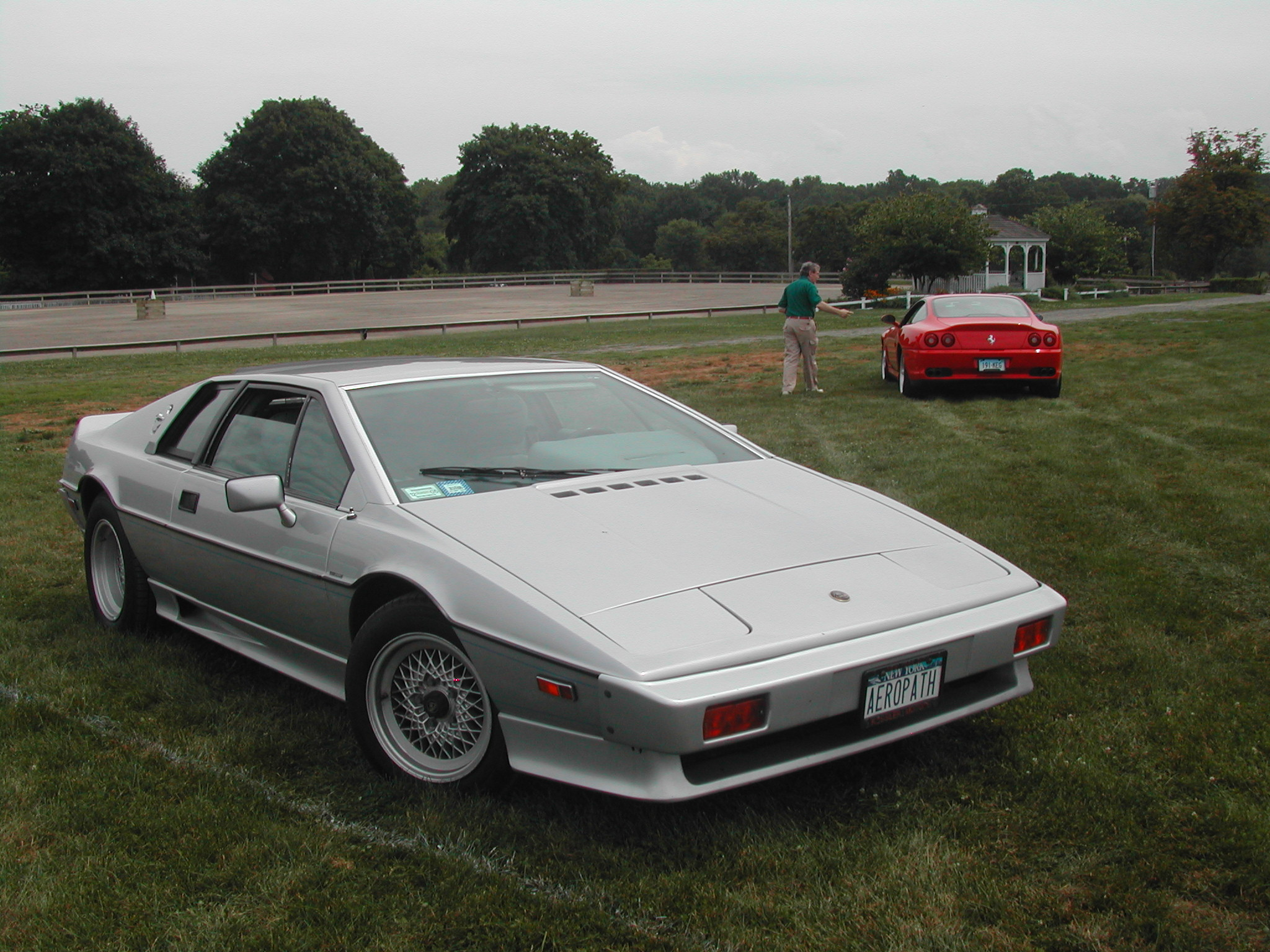
Turbo Esprit S3
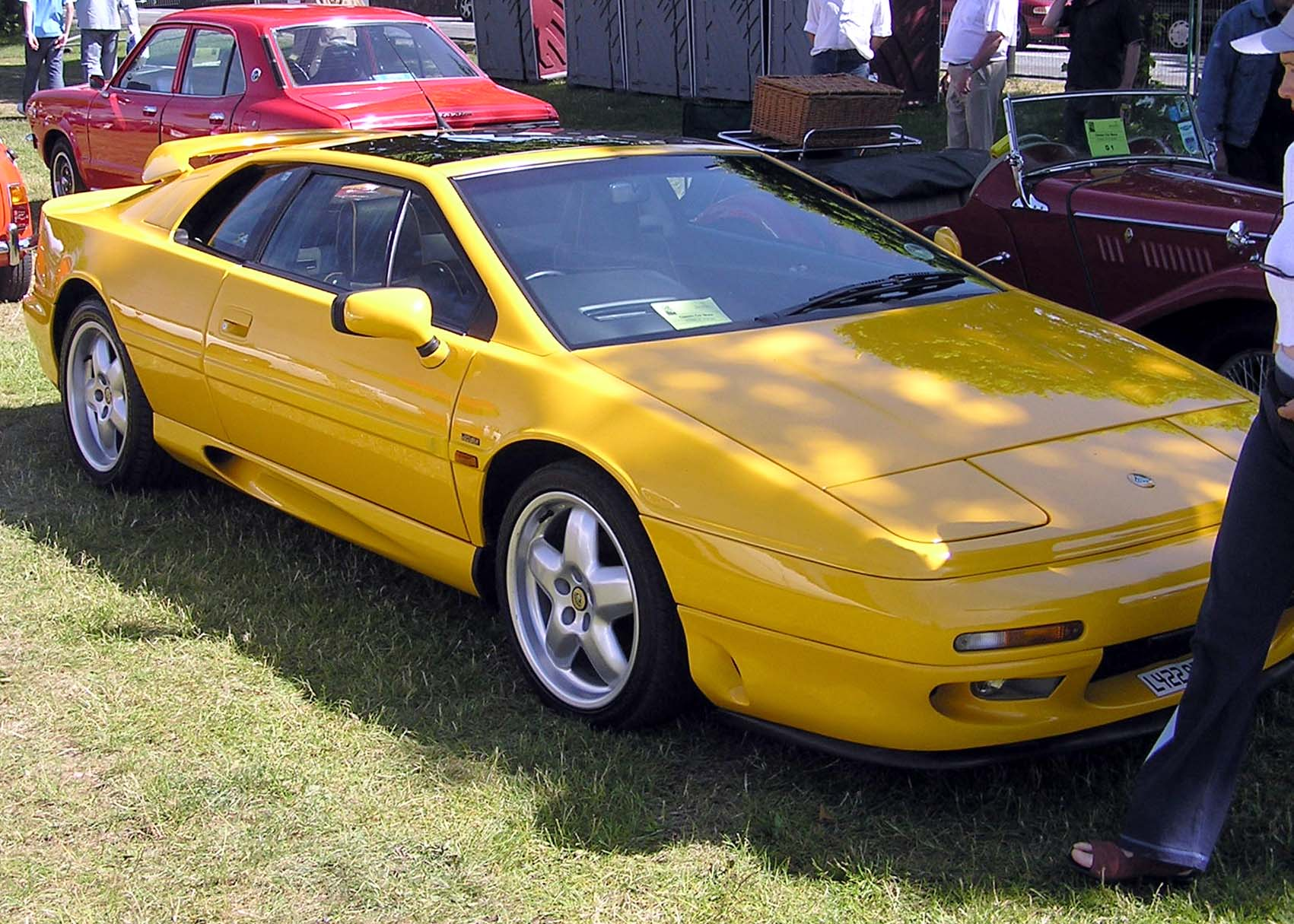
'93 Esprit S4